# Рейхсляйтер
Рейхсляйтер (нем. Reichsleiter — «Имперский руководитель») — высший партийный функционер, руководивший одной из главных сфер деятельности НСДАП.
Как правило, рейхсляйтер возглавлял одно из главных управлений нацистской партии в системе Имперского руководства НСДАП («Рейхсляйтунге»). Ранг рейхсляйтера присваивался по усмотрению лично Адольфом Гитлером и не был напрямую увязан с занимаемой функционером партийной должностью. Это был своего рода титул, обозначавший принадлежность его носителя к высшей элите нацистской партии.
Всего до краха Германии в 1945 году он был присвоен 25 партийным руководителям, в большинстве случаев — после прихода нацистов к власти. Пятеро из них во время войны были лишены этого титула (Бальдур фон Ширах, Рудольф Гесс, Вильгельм Гримм, Ганс Франк, Рихард Вальтер Дарре), трое погибли (Эрнст Рём, Адольф Хюнляйн и Виктор Лутце).
2 июня 1933 года ранг рейхсляйтера получили:
- Макс Аманн — имперский руководитель печати (Reichsleiter für die Presse);
- Филипп Булер — имперский директор НСДАП (Reichsgeschäftsführer der NSDAP);
- Вальтер Бух — председатель Следственно-арбитражного комитета (Schlichtungsausschuss und ein Untersuchungsausschuss);
- Йозеф Геббельс — имперский руководитель пропаганды (Reichspropagandaleiter);
- Генрих Гиммлер — рейхсфюрер СС;
- Вильгельм Гримм — председатель 2-й палаты Высшего партийного суда НСДАП (Vorsitzende der 2. Kammer des Obersten Parteigerichts);

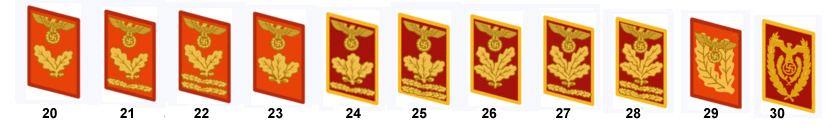
Петлицы высших чинов НСДАП20: Берайхсляйтер, 21: Оберберайхсляйтер, 22: Гауптберайхсляйтер, 23: Динстляйтер, 24: Обердинстляйтер, 25: Гауптдинстляйтер, 26: Бефельсляйтер, 27: Обербефельсляйтер, 28: Гауптбефельсляйтер, 29: Гауляйтер, 30: Рейхсляйтер.

- Рихард Вальтер Дарре — имперский руководитель Аграрно-политического управления (Leiter des Amtes für Agrarpolitik);
- Отто Дитрих — имперский руководитель прессы (Reichspressechef);
- Роберт Лей — имперский организационный руководитель (Reichsorganisationsleiter);
- Эрнст Рём — начальник штаба СА;
- Альфред Розенберг — руководитель Внешнеполитического управления (Leiter des Außenpolitischen Amtes der NSDAP);
- Карл Филер — руководитель Главного управления муниципальной политики (Leiter des Hauptamts für Kommunalpolitik);
- Ганс Франк — руководитель Юридического управления (Leiter des Reichsrechtsamtes);
- Франц Ксавер Шварц — имперский казначей НСДАП (Reichsschatzmeister der NSDAP);
- Бальдур фон Ширах — имперский руководитель молодежи (Reichsjugendführer).

3 августа 1933 года рейхсляйтером стал:
- Франц Ксавер фон Эпп — руководитель Военно-политического управления (Leiter des Wehrpolitischen Amtes).

10 октября 1933 года рейхсляйтерами стали:
- Мартин Борман — начальник Штаба заместителя фюрера по партии (Der Stabsleiter des Stellvertreters des Führers);
- Вильгельм Фрик — руководитель фракции НСДАП в Рейхстаге.

30 июня 1934 года рейхсляйтером стал:
- Виктор Лутце — новый начальник штаба СА.

В последующие годы рейхсляйтерами стали:
10 сентября 1936 года:
- Константин Хирль — руководитель Имперской рабочей службы (Рейхсляйтер рабочей службы/рабочего фронта).

8 сентября 1938 года:
- Адольф Хюнляйн — руководитель Национал-социалистического автокорпуса (Рейхсминистр Автокорпуса).

8 августа 1940 года:
- Артур Аксман — рейхсюгендфюрер.

1943 год:
- Вильгельм Шепманн — новый начальник штаба СА.

В 1940 году в руководстве нацистской партии насчитывалось 20 рейхсляйтеров:
- Мартин Борман — начальник Штаба заместителя фюрера (Рейхсляйтер НСДАП);
- Макс Аманн — партийные издательства;
- Филипп Боулер — начальник Канцелярии руководителя партии;
- Вальтер Бух — председатель Высшего партийного суда НСДАП;
- Рихард Дарре — руководитель Имперского управления НСДАП по аграрной политике;
- Отто Дитрих — пресс-секретарь НСДАП;
- Франц Ксавер фон Эпп — руководитель Военно-колониального управления НСДАП;
- Карл Филер — руководитель Главного управления муниципальной политики НСДАП;
- Ганс Франк — руководитель Юридического управления НСДАП (Рейхсляйтер Юридического управления);
- Вильгельм Фрик — руководитель депутатской фракции НСДАП в Рейхстаге;
- Йозеф Геббельс — руководитель Управления пропаганды рейха (Reichspropagandaleiter);
- Константин Хирль — руководитель Имперской трудовой службы;
- Генрих Гиммлер — рейхсфюрер СС;
- Адольф Хюнляйн — руководитель Национал-социалистического автокорпуса (NSKK);
- Роберт Лей — руководитель Организационного управления НСДАП и одновременно руководитель Германского трудового фронта;
- Виктор Лутце — начальник штаба СА;
- Альфред Розенберг — руководитель Внешнеполитического управления НСДАП и одновременно уполномоченный фюрера по контролю за общим духовным и мировоззренческим воспитанием НСДАП;
- Бальдур фон Ширах — руководитель гитлеровской молодежи (Гитлерюгенда);
- Франц Ксавер Шварц — имперский казначей НСДАП;
- Вильгельм Гримм — председатель 2-й палаты Высшего партийного суда НСДАП.